# 細木数子
細木 数子（ほそき かずこ、1938年〈昭和13年〉4月4日 - 2021年〈令和3年〉11月8日）は、日本の作家、占術家、宗教家。テレビ出演の際の肩書きは心照学研究家、人間学研究家などと称する場合もある。下記のようにかつては実業家でもあった。東京都渋谷区出身。おひつじ座。養子は占術家の細木かおり。中国の易学から編み出したとされる「六星占術」の創始者。

## 経歴

### 生い立ち
東京・渋谷に生まれた。父・之伴の許には大野伴睦や、松葉会会長の兄などが出入りしており、暴力団関係にも幅広い人脈をもっていた。之伴は太平洋戦争が始まるころ、政治活動から身を引き、「ロマンスクラブ」という名前のカフェを始めた。「ロマンスクラブ」はやがて「南海」という名に改められた。
1945年 2月、（数子が満6歳のとき）父・之伴は70歳で病没した。店は「娘茶屋」という名に変わった。
16歳のころにはミス渋谷に選ばれた。1955年、東京駅の高架下で「ポニー」というスタンドコーヒーの店を開く。成徳女子高等学校在学中に宝塚音楽学校に合格するが入学辞退したという。その後、高校を3年で中退し、店を切り盛りした。17歳～18歳のときだった。

### 銀座の女
ポニーを開店からわずか半年で売却。その資金をもとに、新橋のガード近くにクラブ「潤」をオープン。翌年には売却する。1958年には、銀座にクラブ「かずさ」をオープン。
このように20歳で銀座にクラブを開くなど、若いころから飲食店の仕事を行ってきた。
1963年、店に来ていた客のプロポーズを受け結婚。相手は静岡の眼鏡店の後継ぎ息子だった。しかし3ヵ月で婚家を飛び出し、1966年に離婚した。
1975年に4億円の負債を抱えた島倉千代子の後見人としてこれを解決、島倉の興行の権利、レコードの販売権、同歌手の所有していた赤坂のマンションを手に入れた。
1977年、芸能プロダクション「ミュージック・オフィス」を設立。細木は「光星龍」という名前で社長に就任し、島倉の作詞も手掛けるようになる。この頃は島倉のマネージャーも務めていたようで、島倉が刑務所に慰問した際に同行したりもしていた。

### 占い師として
1982年に、独自の研究で編み出したとされる“六星占術”という占いに関する本を出版。1985年に出した『運命を読む六星占術入門』がベストセラーとなり、以降、「六星占術」に関する著作を次々に発表、「六星占術」ブームを巻き起こし、人気占い師となる。
銀座のクラブのママであった1983年（45歳）に、政財界にも力をもつことで知られる陽明学者の安岡正篤（1898年 - 1983年）と知り合い、結婚の約束を取り交わす。安岡の親族が反対するなか、安岡と交わした結婚誓約書をもとに単独で婚姻届を提出し、受理された。しかし、当時安岡は85歳と高齢であり、入院先の病院での検査では認知症の症状があったともいわれ晩年、穏やかに過ごしたい、自分の時間をもちたいから、痴ほうのように見せて、人を遠ざけた。安岡の親族が「婚姻の無効」の調停申し立てを行った翌月、安岡は死去した。調停により、婚姻は無効であるとした和解が成立し、初七日には籍を抜くこととなった。
また細木が相談者に先祖供養として勧めていたお墓の購入に関して、1993年には「人の不幸、不安につけこんで不当に高額な墓を買わされた」と霊感商法ばりの損害賠償を求める訴訟が全国各地で起こった。細木は墓の鑑定料として10万円を受取り、相談者は鑑定で勧められた1000万円を越える墓を購入、借金の返済に苦しんだ。当時細木は久保田家石材商店とつながりがあり細木の著書の巻末には同社の連絡先一覧も掲載されていた。
1990年代は細木はテレビに出るなどの表立った活動を自粛あるいは避けていたが、それは細木本人が大殺界の時期だったからとしている。ただし、フジテレビ『料理の鉄人』へは『テレビはコミュニケーションの場』と、異例のノーギャラで出演していた。
1999年に勃発した浅香光代と野村沙知代のバトル（ミッチー・サッチー騒動）の際には、野村と親交があることから彼女を擁護する立場を取っていた。
その後、2003年ごろから、細木が人生相談を行う特別番組が20%前後の高視聴率を挙げるようになったことから、各局で多くのレギュラー番組を持つようになり、「視聴率の女王」と呼ばれるようになった。そして、野村やデヴィ・スカルノらに代わって、熟女タレントの代表的存在とされるようになった。

### テレビ出演
京都府内に豪邸があり、所有する多数の高価な骨董品等が『ウンナンの気分は上々。』などのテレビ番組で紹介されている。
2004年後半にはブームのピークを迎え、8月にはTBS『ズバリ言うわよ!』、10月にはフジテレビ『幸せって何だっけ 〜カズカズの宝話〜』と2本のレギュラー番組が始まった。出演タレントはくりぃむしちゅー、ネプチューン等。両者2番組に出演していたころは態度の悪い一般人、芸能人に対して容赦なくスパルタ指導していた。
タレントなどに対して改名を促したことでもたびたび話題となった。テレビ番組やインタビューなどで「すぐにでも名前を元に戻したい」と発言していたモンキッキー（現・おさる）やハッピハッピー。（現・コアラ）、結局旧芸名のX-GUNに戻した丁半コロコロ、映画『ゴーストシャウト』など、改名しても目立った成果が得られなかったケースばかりで、次長課長のように改名を拒否した後にブレイクしたケースもあった。また、他人に対する厳しい叱責や、歯に衣着せぬ自由奔放な発言（「地獄に堕ちる」「私を誰だと思ってる」「お前を殺す」など）は毒舌と非難されることが多かった。
しかし、細木の死後におさるが出演したYouTube番組「街録ch〜あなたの人生、教えて下さい〜」内で、おさる本人が語ったところによれば当時の細木は「厳しいというイメージを持たれるが、全くそんなことはなくテレビのキャラクターを演じていただけ」であり、毎回楽屋や廊下で挨拶をしたら気さくな言葉をかけてくれたほか、ロケでおさるが自分を長時間待っていたことを知ると気を遣ってわざわざスタッフに食事休憩を促してくれるなどの配慮もしてくれたといい、「優しさの塊のような人」「優しい人だったからこそ、キツいキャラクターができたのかもしれない」などと述懐している。

### テレビ出演セミリタイアとその後
「テレビの仕事の充電期間を設けたい」「本業の仕事に専念する」との理由により、2008年3月をもってテレビでのレギュラー出演を終了させた。『ズバリ言うわよ!』と『幸せって何だっけ 〜カズカズの宝話〜』は細木の降板に伴い打ち切りとなった。以後、テレビ出演は稀に行う程度となった（後述）。
この後も『六星占術』関連のCM等には出演している。
2013年1月2日放送のTBS『有田とマツコと男と女 新年から禁断の大バトル!!〜細木数子も緊急参戦〜』に出演し、約5年ぶりのくりぃむしちゅー、有田哲平とのテレビ共演を果たした。この間では、爆笑問題と共演したTBSの特別番組『爆!爆!爆笑問題』がある。
2018年3月、従来『六星占術』シリーズの書籍を刊行していたKKベストセラーズから版権を引き上げたことが明らかになった。次年度以降は別の出版社から刊行する方針とされ、結局同年8月に飛鳥新社から2019年版が発売された。
2019年、占術の後継者に指名した養女細木かおりが40歳で「しゃべくり007」に出演し、テレビデビューした。
2021年11月8日朝7時、呼吸不全のため、東京都内の自宅で死去。83歳没。訃報は同月10日に養女のかおりより公表された。

## 占いの結果

### 盗作について
- 六星占術は、 神煕玲の六大天冲殺からの盗作であると溝口敦著『魔女の履歴書』にて明かされている。

というのは間違った情報であり、それが証拠に著作権が認められている。

### 的中した例
- 1985年の阪神タイガースの21年ぶりのリーグ優勝、そして日本一を的中させた。なお、この予言は当時信奉していた占い師神煕玲の発言を無断で流用したものである。
- 1987年に春風亭小朝と泰葉が離婚すると予言し、2007年11月12日に離婚。その後、春風亭小朝が「ズバリ言うわよ!」にて離婚の真相を明かした。
- 2003年10月にTBS系列で放送された『細木数子VSウンナン!』で、広末涼子について「この人、もうすぐ結婚するでしょう」と占った。2カ月後の12月15日、モデル兼デザイナーの岡沢高宏とのできちゃった結婚を発表した。
  - 2008年3月13日に離婚し、2010年10月8日にキャンドルアーティストのCandle JUNEと再婚していた。
- 2004年1月に放送した『史上最強占いバトル』で「プロ野球の優勝チームは西武」と占い、的中させた。
- また、アテネオリンピック水泳日本代表の北島康介を「金メダルの可能性大」と占い、的中させた。ただし、北島はオリンピック直前まで世界記録を保持していたため、突飛な予想というわけではない。
- 2005年に横峯さくらは「今年は活躍する」と予言した。横峯は初優勝を含むツアー2勝をあげ、2005年の賞金ランク4位となった。
- 2005年10月放送の「幸せって何だっけ 〜カズカズの宝話〜」において、元日本テレビアナウンサーの福澤朗のフリー宣言については「最悪の時期に独立してしまったため、その後の苦労は目に見えている」と占う。その後「ぴーかんバディ」をはじめ、福澤がメインキャスターを務めた多くの番組が不祥事を起こし、打ち切りに追い込まれた。
- 2007年1月2日の『ズバリ言うわよ!お正月スペシャル!』にスピードワゴンが出演時に井戸田潤が「離婚する可能性がある」と占い、2009年1月8日に安達祐実と離婚した。
- 2007年11月放送の『ズバリ言うわよ!』にて加藤紀子に「37、8〜40歳までにと離婚すると思います。」と占い、2010年4月15日にクリエイティブ・ディレクターの若槻善雄と離婚した。
  - その原因によりアップフロントエージェンシー（現：アップフロントプロモーション）内のタレントで出演していた矢口真里、里田まいなどが翌週以降同番組に一切出演しなくなった。
- 2007年12月放送の「幸せって何だっけ 〜カズカズの宝話〜」にて交流がある秋元康に「これから10年巨万の富を稼ぐわよ。」と占い、2009年ごろにAKB48が大ブレイクし、シングル・アルバムを通して初登場1位になり、CD売上も2010年に初のミリオンセラーを達成し、2011年以降からは30作連続以上のミリオンセラーを記録で10年連続年下位1位を獲得するなど過去の売上数などの記録を大幅に上回り、第53回と第54回日本レコード大賞にAKB48が受賞（のちに自身がプロデュースしている坂道グループの乃木坂46も第59回と第60回日本レコード大賞受賞）。モーニング娘。のシングル売上記録を5年11ヶ月ぶり、シングル首位獲得11作を2年9ヶ月ぶりに抜き（のちに乃木坂46もモーニング娘。の売り上げとシングル首位獲得数も上回った）、女性グループの中でシングル4部門などすべて抜き歴代1位を獲得したため売上を上位に占め、女性アーティスト（ソロやグループ含む）の売上数を7年4か月で歴代1位になる快挙を成し遂げた。東京ドームでの公演を2012年7月に実現（乃木坂46も2017年11月に実現、欅坂46、日向坂46も実現）、2013年には、自身がシングル総売上を作詞家として歴代1位になり、2015年にはシングル部門でシングル売上数が全アーティストとしてB'zを抜いて日本一、2018年にシングルで史上初の5,000万枚突破となり歴代1位になった。

### 的中しなかった例
- 黒川紀章・若尾文子夫婦の結婚当初、「すぐ離婚する」と占ったが、2007年に黒川が亡くなるまで離婚することはなかった。
- バブル景気に伴い上昇基調だった株価が昭和64年（1989年）に大暴落すると占ったが、同年（平成元年）の大納会で日経平均株価は当時の最高値をつけた[17]。ただし翌1990年には株価はおよそ半額にまで値を下げた。事実上のバブル崩壊は1991年である。
- 1995年に関東大震災が起きると予言したが、1995年に関東大震災は起きず阪神・淡路大震災が起きた。
- 2003年1月放送の「ウンナンの気分は上々」にて内村光良に「25歳から宿命大殺界に入っており、44歳で抜ける、それまでに結婚はない」と発言するが、内村は2005年（当時41歳）に徳永有美と結婚した。
- 2004年4月7日、「春の人生ダメだしスペシャル！細木数子の人生ダメ だし道場」にて、サッカー日本代表について「ジーコ監督はサッカー日本代表チームが思いどおりにいっておらず、精神的に参っている。来年（2005年）はいいが、今年（2004年）はダメ。ジーコ監督は交代になる可能性がある」と語ったが実際は04年にアジア杯を制している。なおジーコ監督はＷ杯本大会終了後に任期満了により退任しており辞任、解任はされなかった。
- 2003年9月放送の「最強の占い師細木数子VSウンナン・あの超有名人100人の運命メッタ斬りスペシャル!!」にて、当時ニューヨークヤンキースへ移籍したての松井秀喜に対し「2年後に腰を故障し日本球界に復帰する」と予想するも、実際には2012年に現役を引退するまで日本球界に復帰せずメジャーリーグでプレーした。なお、同選手は03年当時から3年後の06年に左手首を故障した。
- 2004年、この年日本に復帰した新庄剛志は派手な言動でチームメートの反感を買い、チーム内で嫌われて2004年に引退すると予言した。しかし、新庄の加入で2004年の北海道日本ハムファイターズは前年度5位からAクラスへと躍進を遂げ、2006年には日本一となり、この年引退した。
- 2005年6月10日の『幸せって何だっけ 〜カズカズの宝話〜』で、横峯さくらが父親の横峯良郎とともに出演し「キャディーをお父さんから経験のある他の男性に変えるように」と占ったが、4アンダー13位で終わっている。
- 2005年7月に行われた川嶋勝重対徳山昌守のタイトルマッチの勝者を川嶋と占ったが、徳山が勝利した。
- 2005年のパシフィック・リーグプレーオフで福岡ソフトバンクホークスの優勝を占ったが、千葉ロッテマリーンズが優勝した。さらにこの年の日本シリーズでは阪神タイガースの日本一を予想したが、これもまた千葉ロッテマリーンズが日本一を獲得した。
- 2006年1月1日にテレビ朝日で放送された『細木数子が緊急大予言・アナタの将来を幸せにするSP』で堀江貴文ライブドア社長（当時）と共演した際、ライブドアの株価について「これから5倍に上がる」 と予言し、「あんたの背中には龍が憑いている」と堀江のパイオニア精神を賞賛した（ただし、人間性については批判している）。また、「女性関係に気を付けないとスッテンテンになる」と助言した。放送から1ヶ月足らず後に堀江は逮捕され、ライブドアの株価は10分の1になった末に上場廃止となった。
- 内閣が第89代小泉純一郎内閣から次期内閣へと移る際、武部勤が次期内閣総理大臣になると2度にわたって占ったが、実際には武部は立候補せず、安倍晋三が第90代内閣総理大臣となった。安倍の総理就任後に収録された『幸せって何だっけ 〜カズカズの宝話〜』では「安倍さんは種子だから運気がいい」と発言したが、安倍内閣は支持率を落とし、わずか1年で退陣することになった。ただし、2012年12月26日に再度組閣している(第2次安倍内閣)[18]。
- 2006年1月にその年のペナントレースを予想。セ・リーグについて「中日（の優勝）はないね」と占ったが、中日がリーグ優勝した。
- 2006年6月17日に放送された『細木数子の緊急大予言 幸せ家族の秘密の法則 教えますSP』にて、雨上がり決死隊の蛍原徹に対して47〜50歳までに離婚する可能性があると予言していたが、2018年1月8日に50歳の誕生日迎えたが、離婚することはなかった。
- 2006年2月、ドン小西に「へその上に手遅れに近い癌がある」と占ったが、本人が番組収録後に病院で血液検査を受けたところ、癌の疑いは見られなかった。同月、細川茂樹に「腹に命に関わるデキモノができている。収録が終わったらすぐに病院へ行きなさい」と発言したが、3つの病院で検査しても何も見つからなかった。
- 細川直美、セイン・カミュ、出川哲朗、渡辺満里奈、だいたひかる、神田うの、見栄晴など、結婚できないと占われたが実際には結婚できた芸能人が数多く存在する。
  - だいたは2006年1月16日に結婚したが、1年後の2007年1月16日に離婚。
- ネプチューンの名倉潤は大殺界と言われたが、渡辺満里奈と結婚している。
- 2007年1月6日放送の『細木数子vs日本の歴史これがホントの話よ!!緊急大予言VI』にて ロンドンブーツ1号2号の田村亮に「年内（2007年）に離婚する可能性がある」と言われていたが、2023年現在離婚はしていない。
- おさるにモンキッキーという芸名へ改名することで「人気が出て1、2年で冠番組が持てる」と占ったが、改名を行った2004年以降2012年11月26日に元の芸名に戻すまで冠番組は持っていない。ちなみに細木は「人に言われてホイホイ改名するのは馬鹿のすることです」と語っている。その後、2017年6月25日に妻である山川恵里佳が日本テレビで放送された『有吉反省会』に出演し、番組内でのやり取りを契機に、芸名を「モンキッキー」に再改名したことが明らかにされたが、2020年10月13日に「おさる」に再改名した。なお、再改名および再々改名後も未だに冠番組は持っていない。
- “家庭をよくしたい”と相談してきた「コアラ」をハッピハッピー。に改名させるも、妻である三原じゅん子と2007年に離婚した。三原は、離婚前に細木の番組にゲスト出演し、ハッピハッピー。との離婚の件を相談、「離婚すべき」との助言を細木から受ける。なお三原は離婚を決断した要因に細木の後押しがあったと発言している。のちに芸名をコアラに再改名している。
- 2007年の千代大海を、「正月場所（初場所）はだめだ。でも3月場所で活躍するよ。」と占ったが、初場所は10勝5敗・3月場所は7勝8敗という結果となり、しかもその後再び共演した際には千代大海に、「3月場所は『予言通り』だめだったね。」と発言した。
- 千代大海は2007年 - 2008年に横綱になると予言したが、横綱になるどころか2010年初場所に関脇へ陥落してしまい、この場所中に引退した。
- 2008年『今年「再会」来年「財成」「安定」これは行きますわ。何をやっても上手くいく。ものすごい大金を残す時期（これからの20年）もう一度すごい時期に入ったから何の心配もない。』と言われた小室哲哉が逮捕される。その後の2018年1月に週刊文春により不倫疑惑が報じられたことにより音楽活動を引退した。
- 和田アキ子が新曲を披露した際に「新曲は売れない」と発言したが2005年7月13日発売シングル『Loop In My Heart/HEY!』で初登場9位となり33年6ヶ月ぶりにトップ10入りしている。
  - のちに「細木数子が平成18年を緊急大予言!! アナタの将来を幸せにするSP」にて和田が「この人意外と当たらないのよ」と細木を挑発し、細木も「上位3曲（TOP3）に入らなきゃヒットとは言わない!」と応戦していた。
    - 2018年5月23日発売シングル『愛を頑張って』で初登場2位となり46年ぶりにシングルで自己最高順位を更新した。
- 田代まさしに「あんた、これからどんどん良くなるわよ」と言ったが、盗撮行為で逮捕されたのを機に、のぞきや薬物所持・使用などを繰り返し、事実上芸能界を追放された。
  - 覚醒剤の使用などで芸能界を2004年で引退しており、その後も5度目の逮捕に至っている。
- ナインティナインの岡村隆史に「2、3年のうちに必ず結婚する」と言ったが、占いの時期を大幅に経過した2020年に結婚した。
- ハイヒールモモコの娘が出演したときに「テレビに出していると7歳まで生きられない」と言ったが7歳過ぎても生きており、2023年現在も存命中である。。
- みのもんたに、「新潟県中越地震に寄付しないと手術が成功しない、そして車椅子の生活を送る。」と言ったが、手術は成功して、車椅子の生活は送っていない。
- 「朝青龍は色々な騒動を起こしているが、いずれ相撲協会の理事長になる。」と発言したが、朝青龍は引退と同時に日本相撲協会を退職した。
- 2005年11月25日の「幸せって何だっけ 〜カズカズの宝話〜」にて中村紀洋に「5,6年先に自殺する」と予言しているが、2023年現在も存命中である。
- 杉浦太陽に「30歳で自殺する」と予言しているが、自殺することなく2012年3月10日に31歳の誕生日を迎え、2023年現在も存命中である。
- 劇団ひとりに「心臓病で40歳までに死ぬ」「40歳の7月に葬式」と予言。「39歳に結婚すれば120歳まで寿命をのばすことができる」とアドバイスしたが、2018年2月2日に41歳の誕生日を迎え、2023年現在も存命中である。
  - ひとりが大沢あかねと結婚したのは33歳の時（2009年）。
- 細木は人の死を多く占っているが自身について「自分は250歳まで生きる」と発言。しかし、2021年11月8日に呼吸不全のため死去、実際には83歳であった[19]。
  - 細木の250歳の誕生日は2188年4月4日。
- 2005年11月8日の『ズバリ言うわよ!』で西郷輝彦に「離婚経験があるから自殺する」と予言していたが、自殺することなく2022年2月20日に前立腺がんで死去。
  - 西郷のブログでは生前「自殺なんて考えたこともない」と語っていた。

### 結果待ち
- 「2030年に日本人がみな難民になり住む場所がなくなる」と予言している。

### その他
- レイザーラモンHGの態度(彼の芸風である腰を振るなど)にしびれをきらし、「無礼な態度はやめなさい！」と一喝した。HGが腰振りをやめたところ細木は「その上で話を聞こう」と一度言ったものの、その後再び「あなたのような大物を占うことはできない」とさじを投げるかのような発言をした。

## 批判
細木に対しては過去の経歴やメディアでの言動に関して、以下の批判がある。
- 北朝鮮に賠償金支払いや米の支援を行うよう発言した。
- 安岡正篤と結婚しようとした時期は、細木自身が新しいことを始めるのはよくないと説明している六星占術における「大殺界」の真っ最中であったことから、細木自身が六星占術のタブーを守っていないとの批判がある。
- かねてから細木の勧める先祖供養に対し、墓石業者や仏壇業者と組んだ“霊感商法”的な商売ではないかという批判があるが、細木は自著で、業者と組んでいるわけではないと否定し、「そうした疑問を抱く方もときおりおられますが、心が曲がっていることを残念に思います」と述べている[20]。しかし細木の著書の巻末には事務所本部として東京駅前の久保田家石材関連企業の事務所や全国各地にある同社の支店、営業所などの連絡所一覧が載っている[8]。
- 占いの当たり外れについて「外れた」と責められたときに「私の占いに一つもはずれはない、断言する、ただし悪い予言は、良い予言に変えられる。」と必ず発言をする。
- 2006年5月1日に放送されたフジテレビの月9ドラマ『トップキャスター』第3話にて主人公がある占い師の詐欺行為を特集して報道する内容が放送されたが、明らかに細木や被害者も出ている細木の霊感商法の実態を知った上で起用し細木の権威を増長させているテレビ側を正面から皮肉った自虐をするような内容だったために当時人気絶頂期であった細木は激怒し、フジテレビ側に圧力をかけ第3話に対して金輪際の販売と配信をやめさせるよう仕向け、制作側の人間を謝罪させるまで追い込んだ。この騒動やこの騒動後すぐに週刊現代で連載され始めた後述の「魔女の履歴書」によって当時人気絶頂期にあった細木の恐喝や被害者も出ていた霊感商法に対する批判や懐疑的な意見が増えていくことになった[21]。
- 週刊現代でノンフィクションライター溝口敦の手による「魔女の履歴書」と題した細木の半生を追った2006年5月中旬から連載されていたルポ内で、売春斡旋や暴力団との深い関係、 神煕玲からの占いパクリ疑惑、多額な金銭を要求する霊感商法や恐喝を指摘された。それに対して細木は2006年6月に連載差し止めと名誉毀損で6億円の損害賠償を求める訴訟を起こした。溝口によると細木の訴えは当時出演していたTBS系の「ズバリ言うわよ!」やフジテレビ系の「幸せって何だっけ 〜カズカズの宝話〜」を継続させるための延命工作で、2008年3月に二番組を細木が降板後、裁判所の和解に応じて、同年7月に細木は訴訟を取り下げた[22]。
- 2007年3月ごろ、『細木数子の参拝作法』などで放送した、神社の参拝の方法（音を立てないように拍手を打つ、女性は皇后に倣って一拝のみで拍手を打たない、など）が間違っているとして、全国の神社・氏子などから苦情が寄せられ、東京練馬・石神井の「氷川神社」のウェブサイトには「ある占い師が、テレビで間違った作法を教えている」という内容の文章を記載している[23]。また神社本庁も取材に対し「間違った参拝作法をテレビで公言している。（細木サイドに）指導してほしい、という苦情がかなりきています」と明かしている[24]。
- 月刊誌 『サイゾー』は島倉千代子との過去（数億円の搾取）や、占い師業界の中での評価を理由に批判を行っている。

## 家系
細木数子の父親細木之伴を産んだのは小野藤（ふじ）という女性である。小野家は土佐（現:高知県）で代々代官をしていた名家であり、藤（ふじ）は同じく土佐の代官をしていた細木家に一度嫁ぐ。しかし今でいう嫁いびりを受けたため実家に戻ってきたが、そのときすでに腹の中に子供がいた。それが之伴であり、父方の細木姓を名乗ったが、実際は私生児である。
之伴は十代のころに東京へ上り、神田神保町にあった永易弁護士事務所に書生のようなかたちで入り込んだ。近くに下宿屋があり、そこの橋本タイという小田原の旧家の娘と結婚し、子供も授かったがのちに離婚。その後之伴は東京を離れ富山へ行き、そこで知りあった竹内シケという料理屋の娘と二度目の結婚をした。
シケとともに東京に戻った之伴は落合に家を構え、シケには渋谷の円山町で芸者屋と料理屋と待合をやらせた。之伴は院外団の壮士として活躍。生命保険会社の代理店も始め、新聞広告で女事務員を募集。これに数子やその兄妹たちの母親長門ミツが応募してきた。之伴は正妻のシケとの間には子供はなかった。
2018年から、数子の姪（妹の長女、養子縁組により数子の養女）である細木かおりが事実上の後継者として活動しており、数子のマネージャー業のかたわら、自らも占い師として鑑定等を行っている。これに伴い、細木自身はこれまでとはうって変わって、2021年に亡くなるまで表立った活動を控えるようになった。

## 著書
- 六星占術による 相性運入門 二人の仲を裂く“相性殺界”はいつ訪れるか!（ごま書房、1982年10月 ISBN 4341030205）
- 六星占術による運命の読み方 あなたの運命は12年周期で揺れ動く（ごま書房、1983年 ISBN 4341030175）
- 大殺界-六星占術 「家康」に学ぶ運命操縦法（講談社、1983年4月 ISBN 4062005794）
- 幸せになるための先祖の祀り方（ベストセラー、2003年3月 ISBN 4584187266）

## 関係者
- 神煕玲 - 細木数子のかつての師匠。
- 神真快 - 細木数子とは兄弟弟子の関係。

## 出演
- アフタヌーンショー（テレビ朝日）
- 快傑えみちゃんねる（1997年 - 2004年、関西テレビ）
- ズバリ言うわよ!（2004年 - 2008年、TBS）
- 幸せって何だっけ 〜カズカズの宝話〜（2004年 - 2008年、フジテレビ）
- 料理の鉄人（フジテレビ）[注 2]
- 史上最強の占いバトル 細木数子VSウンナン!（2004年度春・秋のみ、TBS）
- 細木数子の人生ダメだし道場（2004年度春・夏・秋のみ、フジテレビ）
- ワイドYOU（毎日放送、週1回出演）
- クイズ$ミリオネア（フジテレビ）
- Mr.マリックvs芸能界大スター軍団（TBS）
- FNS ALLSTRS あっつい25時間テレビ「細木が斬る!」（2005年7月23日、フジテレビ）
- 細木数子の緊急大予言シリーズ（2006年 - 2007年、テレビ朝日）
- 細木数子の新春だから教えるわよ!子供にもわかる六星占術!究極の奥義大公開スペシャル!!（2006年1月8日、TBS）
- スポーツ大陸「激突 朝青龍と白鵬」（2008年4月11日、NHK総合）[注 3]
- 有田とマツコと男と女 新年から禁断の大バトル!! 〜細木数子も緊急参戦!〜（2013年1月2日、TBS）[27]